# New World (band)
New World was een Australische softpop-band.

## Bezetting
- John Lee[2] (Ashtead, 9 maart 1944)
- Mel Noonan[3] (Sydney, 10 november 1943)
- John Kane[4] (Glasgow, 18 april 1946)

## Geschiedenis
De band werd opgericht in 1965 door de Brit John Lee en de Australiër Mel Noonan. In 1968 kwam als derde man de Schot John Kane erbij. In Australië waren ze spoedig een van de bekendste bands.
Begin jaren 1970 zagen de songwriters Nicky Chinn en Mike Chapman de band op de televisie, haalden ze naar Europa en legden contact met platenbaas Mickie Most, die de band direct contracteerde voor zijn label RAK Records.
Hun eerste publicatie Rose Garden plaatste zich in 1971 in de Britse hitlijst (#15). Ironisch genoeg werd op hetzelfde moment een versie van deze song uitgebracht door de country-zangeres Lynn Anderson, die zich plaatste op de toppositie van vele internationale hitparaden.
De grootste hit van New World zou in hetzelfde jaar echter Tom Tom Turnaround worden, die de hitlijsten in het Verenigd Koninkrijk (#6) en Duitsland (#10) haalde. Kara Kara (1971) was daarna niet meer zo succesvol (VK #17, DE #31). Beide nummers waren wel succesvol in de Duitse versie Cora, komm nach Haus resp. Immer wenn ich Josy seh' van Peter Orloff. Ook New World bracht in 1971 een versie van Kara Kara uit met een Duitse tekst.
In 1972 lukte hen met Sister Jane weer een hit in de Britse hitlijst (#9). In hetzelfde jaar namen ze ook Living Next Door to Alice op, dat echter flopte. In 1976 werd de song opnieuw uitgebracht door Smokie en werd toen een wereldhit. De laatste publicatie van New World dateert uit 1976.

## Discografie

### Singles
- ????: I'll Catch the Sun (Decca Records)
- ????: Something's Wrong (Decca Records)
- 1971: Rose Garden (RAK)
- 1971: Tom Tom Turnaround (RAK)
- 1971: Kara Kara (RAK)
- 1972: Sister Jane (RAK)
- ????: Living Next Door to Alice (RAK)
- 1973: Rooftop Singing (RAK)
- ????: Old Shep (RAK)
- ????: Do it Again (EMI Records)
- ????: Sweet Dreams (EMI Records)
- ????: I'm a Clown (EMI Records)
- ????: Sitting in the Sun (EMI Records)
- ????: But Not Afraid to Dream (EMI Records)
- ????: Homemade Sunshine (EMI Records)

### Albums
- New World (RAK)
- Believe in Music (RAK)
- Yesterday's Gone (EMI Records)